# Syvälompolo
Syvälompolo och Ylinenlompolo, eller Lompolojärvet är sjöar i Finland. De ligger i kommunen Pello i landskapet Lappland, i den norra delen av landet, 800 km norr om huvudstaden Helsingfors. Lompolojärvet ligger 155,3 meter över havet. Arean är 22,7 hektar och strandlinjen är 2,85 kilometer lång. Sjön  ingår i Torne älvs huvudavrinningsområde. 